# 安博 (秘魯)
10°08′S 76°12′W / 10.133°S 76.200°W
安博（西班牙語：Ambo），是秘魯的城鎮，位於該國中部瓦努科大區，是安博省的首府，處於安第斯山脈東坡，在瓦亞加河上游，該城鎮海拔高度2,486米。